# Lonate Ceppino
Lonate Ceppino est une commune italienne de la province de Varèse dans la région Lombardie en Italie.

## Toponyme
Lonate pourrait dériver de Olonate de la rivière Olona plus le suffixe -ate ou bien l'ancien nom Launus avec le suffixe -ate. 
Ceppino provient de ceppo : souche, faisant allusion à une caractéristique de la terre qui se compose d'une roche dure.

## Administration
| Période                                  | Période  | Identité        | Étiquette | Qualité        |
| ---------------------------------------- | -------- | --------------- | --------- | -------------- |
| 8/6/2009                                 | En cours | Massimo Colombo |           | administrateur |
| Les données manquantes sont à compléter. |          |                 |           |                |

### Hameaux
Ceppine Inferiore, C.na Zerbo, C.na Brughieraccia, Ronco, C.na Lumaga, C.na Zuffolino, Molino Taglioretti, Madonna